# Ettore Cunial
Ettore Cunial (* 16. November 1905 in Possagno, Provinz Treviso, Italien; † 6. Oktober 2005 ebenda) war ein Kurienerzbischof der römisch-katholischen Kirche.

## Leben
Ettore Cunial empfing am 7. Juli 1929 durch Erzbischof Andrea Giacinto Bonaventura Longhin die Priesterweihe für das Bistum Treviso. 1953 folgte die Ernennung zum Titularerzbischof von Soteropolis und Weihbischof in Rom. Die Bischofsweihe spendete ihm am 17. Mai 1953 Clemente Micara, Kardinalbischof von Velletri; Mitkonsekratoren waren Antonio Mantiero, Bischof von Treviso, und Kurienerzbischof Luigi Traglia. Von 1960 bis 1972 war Ettore Cunial Vizegerent der Diözese Rom.
Ettore Cunial wurde von Papst Paul VI. 1976 zum Vize-Camerlengo (Vize-Kämmerer) ernannt. Erst wenige Wochen vor seinem 99. Geburtstag trat Cunial von seinem Amt zurück, obwohl das offizielle Ruhestandsalter für Mitglieder der römischen Kurie 75 Jahre ist. Im Oktober 2004 nahm Papst Johannes Paul II. das Ruhestandsgesuch an. Nachfolger war Erzbischof Paolo Sardi.
Nach dem Tode von Corrado Kardinal Bafile 2005 war er der älteste lebende Bischof der römisch-katholischen Kirche.